# Nemile (tvrz)
Tvrz Nemile se nachází ve Filipově, jižní části obce Nemile, přibližně dva kilometry jihozápadně od Zábřehu a je poprvé uváděna v roce 1374 a od nejranějšího období náležela k hoštejnskému panství.
Za její záchranu, obnovu a prohlášení za kulturní památku se zasloužil historik, archeolog a bývalý kastelán (11 let kastelán a průvodce) Jaromir Dominik Schoffer.

## Historie
Kolem roku 1464 kupují hoštejnské panství se vším zbožím Tunklové a připojují tak ves k panství zábřežskému. V roce 1617 získává ves Nemili od svého pána jako samostatný statek za 10 000 zlatých regent statků Ladislava Velena ze Žerotína – Kryštof Hubryk (zvaný Huberk) z Belnsdorfu. Jednalo se o velmi vzdělaného muže, jenž patřil k přátelům rodiny Vizovských v Zábřehu. Z téže rodiny pocházela Magdaléna Vizovská – manželka J. A. Komenského.
Kryštof Huberk přestavěl někdy kolem roku 1620 v Nemili renesanční tvrz, kterou zachycuje i mapa Paula Aretina z roku 1623 Zábřeh a okolí, kde se rozsáhlá stavba ve vsi objevuje vedle selských chalup. Je zde znázorněno rozsáhlé patrové stavení s uzavřeným poplužním dvorem, což svědčí o již existující podobě tehdejší tvrze. V pozdějším období za Lichtenštejnů, kteří koupili Nemili od Kristiána Pruského z Pruského v roce 1667, vyrostla v roce 1773 na rozparcelovaných pozemcích nemilského dvora, v jehož areálu tvrz stojí, nová osada nazvaná Filipov. Název dostala po svém zakladateli Filipovi z Lichtenštejna.
| Rok  | Počet návštěvníků |
| ---- | ----------------- |
| 2015 | 169               |
| 2016 | 148               |
| 2017 | 12                |

## Stavební podoba
Tvrz má obdélníkovou původní dispozici. Jedná se o jednu z nejzachovalejších tvrzí se svými renesančními interiéry v Olomouckém kraji.
Z někdejšího uzavřeného čtyřkřídlého poplužního dvora zbyla budova tvrze se středověkým jádrem s renesanční přestavbou. Po úpravách, jimiž byla tvrz přeměněna na selský statek, se dochovala z původního objektu, rozsáhlá klenutá renesanční síň s pěti páry styčných lunet, šest portálů z maletínského pískovce, řada štukovaných žebrovitých oblouků s rostlinným motivem, ostění oken, panský pokoj, plastické vyznačení kvádrového zdiva v omítce na průčelní straně a nad nimi ve štítě erb s nápisem Kryštof Starssi Huberck z Belnsdorfu a nad ním klenák s mascaronem lva. Na tvrzi jsou dochovány keletované omítky, renesanční štukatura, části fresek, řada archeologických vykopávek, skla, kovu, keramiky, kachlů aj.
Tvrz nadále slouží jako obytný dům jehož polovina je zpřístupněna veřejnosti (šest místností). Číslo popisné dříve bývalo 1 v někdejší samostatné obci Filipov, po jejím připojení zpět k Nemili v roce 1945 dostala číslo 54.